# Szegedi Új Nemzedék
A Szegedi Új Nemzedék szegedi jobboldali-szélsőjobboldali politikai napilap 1919-1944 között.

## Irányvonala
Irányvonalát mélyen átélt antiliberális kapitalizmusellenesség, programos antiszemitizmus, agresszív és intoleráns katolicizmus, magyarkodás és bolsevizmus-ellenesség jellemezte. A Horthy-korszak konszolidációs időszakában hangneme mérsékeltebbé vált.

## Szerkesztői, munkatársai
Főszerkesztője Divék Géza. 1925. augusztus 1-től 1928. augusztus 27-ig a lap főmunkatársa volt Puskás Jenő, nagy műveltségével, újságírói kvalitásaival erősítette a lap irányvonalát. Kiadó: Szeged és Vidéke Kiadóhivatal.

## Története, érdekességek

### Horger Antal úr az Új Nemzedékben olvasott Tiszta szívvel kritikát
A Szegedi Új Nemzedék volt az a lap, amely, miután József Attila Tiszta szívvel című verse a Szeged 1925. március 25-i számában megjelent, a rákövetkező vasárnapon, március 29-én két cikkben is nekirontott a költeménynek, költőjének és a Szegednek. Irodalomtörténészek szerint a Szegedi Új Nemzedék cikkei hívhatták föl Horger Antal bölcsészkari professzor figyelmét a versre, hogy azután hétfő reggeli óráján József Attilát leteremtse. A költő később a Születésnapomra című versében és önéletrajzában is megörökítette a történteket.

### Sajtócsata az 1930-as egyetemi zsidóellenes incidensek kapcsán
1930 novemberében, - mint arról a két hónappal előtte bölcsészkari tanulmányait Szegeden megkezdő Radnóti Miklós is beszámolt - zsidóellenes megmozdulások voltak az egyetemen. Ezek alapja az volt, hogy állítólag egy zsidó származású medika megsértette keresztény vallású orvostan-hallgatónő társát. November 10-én a személyes ügy alapján a Turul Szövetségbe tömörült egyetemista fiúk inzultáltak és bántalmaztak zsidó hallgatókat a szegedi egyetem mindhárom karán.
A történtek kapcsán heves sajtóvita alakult ki a Szegedi Új Nemzedék és az általuk zsidó tulajdonosi köre, nagyszámú zsidó sajtómunkásai miatt „zsidóújságnak” tartott, liberális Délmagyarország között, melyek eltérően számoltak be az esetekről.
A Délmagyarország tudósítása szerint a jogi karon antiszemita fiatalok „sorfalat álltak, s pofonokkal és rúgásokkal adták egymásnak tovább a kézre került zsidókat”. A verekedő diákok főleg vidékiek, vezetőjük Gabriel Tibor szegedi joghallgató volt. A bölcsészkaron „két zsidó egyetemi hallgatót inzultáltak, az egyiket hátulról ütötték fejbe”. A támadók szemtanú bölcsészhallgatók szerint Werbőczy és a Csaba bajtársi egyesület tagjai voltak. A zsidóellenes fiatalok ezután az orvosi kar Kossuth Lajos sugárúti anatómiai intézetéhez vonultak, Kiss Ferenc professzor azonban bezárta előttük az épületet. Közben a helyszínre érkezett Kováts Ferenc rektor, és erélyesen föllépett az antiszemita megmozdulás ellen.
A Szegedi Új Nemzedék beszámolója szerint viszont a „mártíromságra törekvő zsidó diákok hétfőn verekedést és botrányt akartak provokálni az egyetemen” és a jogi karon sem történt verekedés, a tüntetők csupán „a legnagyobb csendben és rendben tudomására hozták a zsidó hallgatóknak, hogy azonnal hagyják el az épületet”.
Az újságcikkeket követően másnap a Turul Szövetség bajtársi szövetségekbe tömörült egyetemi hallgatói a Délmagyarország kiadóhivatala előtt tüntettek. A mintegy négyszáz fő Le a zsidó sajtóval! Abcug Délpalesztina! Pusztuljanak a diákevők! Éljen a keresztény sajtó! jelszavakat skandált, majd kövekkel bezúzta a kiadó ablakait, mire a rendőrség a diákokat kardlapozással szétoszlatta.

## Karácsonyi évkönyv
A többi napilapokhoz hasonlóan a Szegedi Új Nemzedék is térítésmentesen Karácsonyi Évkönyvet szerkesztett rendszeres előfizetőinek.